# Butkovići (Svetvinčenat)
Pour les articles homonymes, voir Butkovići.
Butkovići (en italien : Butcovici) est une localité de Croatie située en Istrie, dans la municipalité de Svetvinčenat, dans le comitat d'Istrie. En 2001, la localité comptait 195 habitants.

## Démographie
| 1948 | 1953 | 1961 | 1971 | 1981 | 1991 | 2001 |
| ---- | ---- | ---- | ---- | ---- | ---- | ---- |
| 484  | 414  | 360  | 275  | 223  | 183  | 195  |